# Альфред М. Моен
Альфред М. Моен (27 грудня 1917 року в Сіетлі — 17 квітня 2001 року в Дестіні (Флорида)) — американський винахідник одноважільного змішувача і засновник Moen Incorporated. У 1959 році журнал Fortune включив «змішувач з однією ручкою» Moen разом із винаходами, такими як Model T Генрі Форда та піч Franklin Бенджаміна Франкліна, до списку 100 кращих продуктів масового виробництва з найкращим дизайном за опитуванням серед провідних світових дизайнерів, архітекторів і викладачів дизайну, яке провів промисловий дизайнер Джей Доблін.

## Історія
У 1934 році він закінчив середню школу Франкліна. У 1937 році, будучи студентом інженерного машинобудівного факультету Вашингтонського університету (який він не закінчив), він працював неповний робочий день в авторемонтній майстерні, щоб оплачувати навчання. Коли ввечері перед тим, як йти додому, хотів помити руки, обшпарив руку об звичайний двовентильний кран. Тоді він почав думати про пристрій змішувача. Протягом наступного десятиліття Моен створив кілька дизайнів кранів і вдосконалив їх. Його першим проєктом був фітинг із подвійним клапаном із кулачком для керування двома клапанами, але потенційні виробники не були вражені. Між 1940 і 1945 роками він створив ще кілька проєктів, але до Другої світової війни не вдалося знайти виробника, який би почав виробництво. Моен не міг знайти виробника, вільного для початку виробництва, до закінчення війни. Пізніше Моен працював майстром інструментів на військово-морській верфі в Сіетлі. У 1947 році він зміг переконати Кемпа Хіатта з Ravenna Metal Products профінансувати та виготовити його останній дизайн одноручного змішувача.. Його продукт вперше був проданий у Сан-Франциско за 12 доларів. Змішувачі Moen незабаром були включені в багато будинків, побудованих у Сполучених Штатах під час будівельного буму після Другої світової війни.
Цей винахід призвів до заснування компанії Moen Inc. у Північному Олмстеді, штат Огайо, яка сьогодні налічує 3500 людей і є одним із найбільших у світі виробників фурнітури. Там він очолював відділ досліджень і розробок до виходу на пенсію в 1982 році. Він особисто мав близько 75 патентів, багато з яких були в галузях, не пов'язаних із сантехнікою. Аль Моен був номінований до Національної зали слави винахідників. У 1993 році Моен був включений до Зали слави індустрії кухонь і ванн.

## Веб-посилання
- Стаття на www.nytimes.com (англійською)
- Стаття на www.engineerguy.com (англійською)